# AMLAD

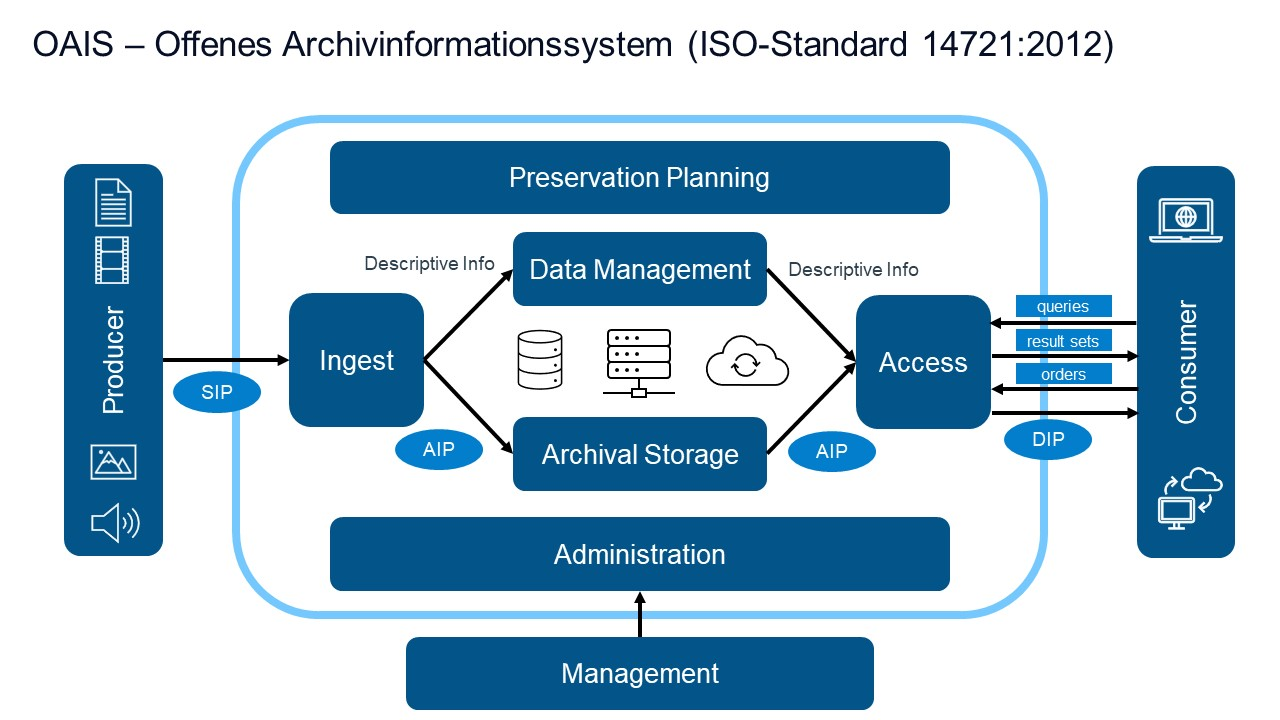
Langzeitarchivierung nach OAIS-Referenzmodell

AMLAD – Advanced Museum Library Archives Deposit ist eine OAIS-konforme Archivsoftware, die von der NTT DATA als digitales Archiv für die elektronische Langzeitarchivierung (LZA) entwickelt wurde.
Als Offenes Archivinformationssystem bietet AMLAD neben einem integrierten Erschließungstool sämtliche Elemente des OAIS-Referenzmodells in einer Lösung, das heißt Ingest, Archival Storage, Data Management samt Preservation und Access im virtuellen Lesesaal. Dabei kommen Standards wie ISAD(G), EAD, Dublin Core, MARC 21, METS, MODS, OAI-PMH, TEI, SRU/SRW, OpenSearch, RDF und IIIF als Image API zur Anwendung.

## Vatikanische Apostolische Bibliothek
NTT DATA arbeitet seit 2014 mit der Vatikanischen Bibliothek zusammen, um eine Dokumentensammlung digital zu archivieren, die rund 1,6 Millionen gedruckte Bücher, 80.000 Manuskripte, 300.000 Münzen und Medaillen sowie 150.000 Drucke und Zeichnungen umfasst. Zur Langzeitarchivierung wird im Projekt das von der NASA entwickelte Flexible Image Transport System (FITS) verwendet. Neben der Nutzung über den Webbrowser soll der Zugang zur Galerie auch über Virtual-Reality-Headsets ermöglicht werden.
Gemeinsam wurde 2023 das Projekt „Vatican Library Web3 Support Project“ gestartet, das Nutzer für ihre Unterstützung der Vatikanischen Bibliothek mit NFT belohnt. Es handelt sich dabei um das erste Projekt der „Web3 Community Platform“ des Unternehmens, das darauf abzielt, die Online-Community von Inhaltsinhabern wie der Bibliothek mit Web3-Technologien zu erweitern. Die vatikanische Bibliothek verfolgt das Ziel, Kunst zu demokratisieren und der ganzen Welt unabhängig von ihren sozioökonomischen und geografischen Einschränkungen zugänglicher zu machen.

## ASEAN Cultural Heritage Digital Archive
Das Archiv wird vom ASEAN-Sekretariat geleitet und mit finanzieller Unterstützung des Japan-ASEAN-Integrationsfonds (JAIF) durchgeführt, der 2006 unter Beteiligung der japanischen Regierung eingerichtet wurde. In der ersten Phase wurden 160 Kulturgüter aus Indonesien, Thailand und Malaysia erfasst. Das digitale Archiv umfasst Bilder, Audioaufnahmen und Videodaten und kann zudem dreidimensionale Modelle physischer Objekte verarbeiten und darstellen. 3D-Objekte werden einschließlich ihrer Form-, Farb- und Texturdaten digitalisiert. In der zweiten Phase des Projektes wurden Kulturgüter aus Kambodscha, Vietnam, Myanmar und Laos digital archiviert. Das Projekt soll auf alle zehn ASEAN-Mitgliedstaaten ausgeweitet werden.

## Kinki-Universität
Die Kinki-Universität (jap. 近畿大学, Kinki daigaku, kurz: Kindai) hat umfangreiche Sammlungen digitalisiert, um sie Studierenden und Forschenden zur Verfügung zu stellen. Neben seltenen Büchern verfügt die Universitätszentralbibliothek über eine Sammlung zu verschiedenen Fachgebieten und Themen, wie zum Beispiel die wissenschaftlich seltene und materiell wertvolle Kistner-Sammlung und die Sammlung altwestlicher Karten Japans und Asiens. Die Kister-Sammlung umfasst Materialien von Erwin Kistner (1896–1978), einem Antiquar, der während des Zweiten Weltkriegs in Nürnberg tätig war. Als weiteres Zeitzeugnis wurde die Schedelsche Weltchronik, auch Nürnberger Chronik genannt, von Hartmann Schedel (1493) digitalisiert. Die Kulturgüter können über Stichwort- und Kategoriesuchen oder über eine Zeitleisten-Suchfunktion recherchiert werden.

## Auswahl digitaler Archivsysteme

### Asien
- ASEAN Cultural Heritage Digital Archive[15]
- Bibliothek der Präfektur Akita[16]
- Bibliothek der Präfektur Ishikawa[17]
- Kinki-Universität[18][19]
- Kōyasan-Universität[20]
- Nationalmuseum für Ethnologie, Institute for the Humanities of Japan (NIHU)[21]
- Yamaha Motor Co., Ltd.[22]

### Europa
- Vatikanische Apostolische Bibliothek[23]
- Patrimonio Nacional[24]